# Islandia en los Juegos Paralímpicos de Atlanta 1996
Islandia estuvo representada en los Juegos Paralímpicos de Atlanta 1996 por diez deportistas, seis hombres y cuatro mujeres.

## Medallistas
El equipo paralímpico islandés obtuvo las siguientes medallas:
| Nombre                | Deporte   | Evento                      |
| --------------------- | --------- | --------------------------- |
| Oro                   |           |                             |
| Kristin Hakonardottir | Natación  | 100 m braza SB7 femenino    |
| Kristin Hakonardottir | Natación  | 100 m espalda S7 femenino   |
| Kristin Hakonardottir | Natación  | 200 m estilos SM7 femenino  |
| Palmar Gudmundsson    | Natación  | 200 m libre S3 masculino    |
| Olafur Eiriksson      | Natación  | 100 m mariposa S9 masculino |
| Plata                 |           |                             |
| Geir Sverrisson       | Atletismo | 100 m T45-46 masculino      |
| Geir Sverrisson       | Atletismo | 200 m T45-46 masculino      |
| Geir Sverrisson       | Atletismo | 400 m T42-46 masculino      |
| Palmar Gudmundsson    | Natación  | 100 m libre S3 masculino    |
| Bronce                |           |                             |
| Kristin Hakonardottir | Natación  | 100 m libre S7 femenino     |
| Sigrun Hrafnsdottir   | Natación  | 50 m libre MH femenino      |
| Olafur Eiriksson      | Natación  | 100 m libre S9 masculino    |
| Olafur Eiriksson      | Natación  | 200 m estilos SM9 masculino |
| Birkir Gunnarsson     | Natación  | 100 m espalda B1 masculino  |